# Pim Seth Paul

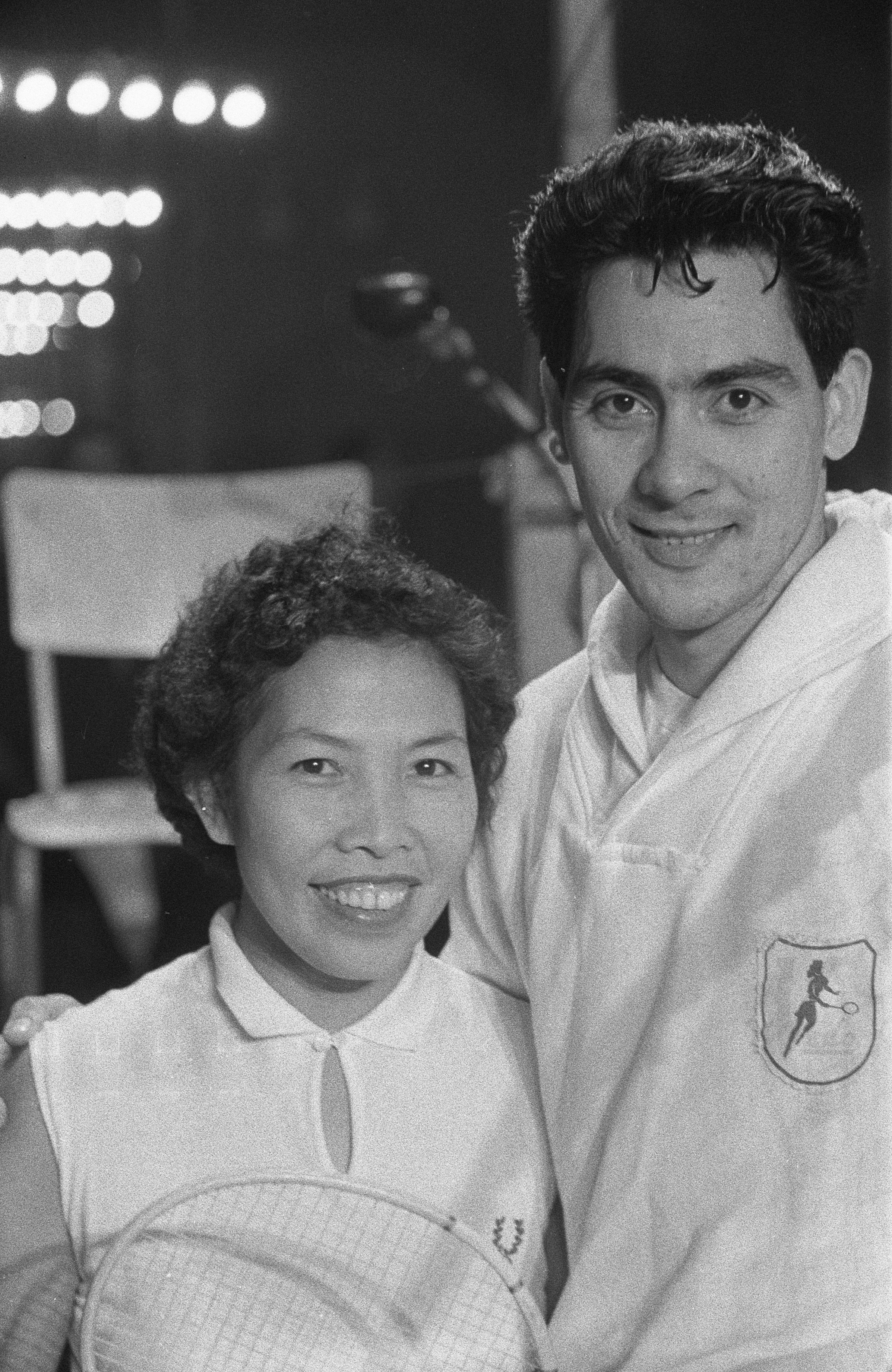
Pim Seth Paul mit Els Robbé 1960

Pim Seth Paul (* um 1940) ist ein niederländischer Badmintonspieler. 

## Karriere
Pim Seth Paul siegte 1960 erstmals bei den nationalen Titelkämpfen in den Niederlanden, wobei er im Herreneinzel erfolgreich war. 1961 und 1962 gewannen er jeweils alle drei möglichen nationalen Titel in den Einzeldisziplinen. 1965 siegte er national zum letzten Mal.

## Sportliche Erfolge
| Saison | Veranstaltung                      | Disziplin    | Platz | Name                              |
| ------ | ---------------------------------- | ------------ | ----- | --------------------------------- |
| 1960   | Niederlande: Einzelmeisterschaften | Herreneinzel | 1     | Pim Seth Paul                     |
| 1961   | Niederlande: Einzelmeisterschaften | Mixed        | 1     | Pim Seth Paul / Marloes van Swelm |
| 1961   | Niederlande: Einzelmeisterschaften | Herreneinzel | 1     | Pim Seth Paul                     |
| 1961   | Niederlande: Einzelmeisterschaften | Herrendoppel | 1     | Pim Seth Paul / Lex Meijer        |
| 1962   | Niederlande: Einzelmeisterschaften | Mixed        | 1     | Pim Seth Paul / Marloes van Swelm |
| 1962   | Niederlande: Einzelmeisterschaften | Herreneinzel | 1     | Pim Seth Paul                     |
| 1962   | Niederlande: Einzelmeisterschaften | Herrendoppel | 1     | Pim Seth Paul / Lex Meijer        |
| 1965   | Niederlande: Einzelmeisterschaften | Herrendoppel | 1     | Pim Seth Paul / Leo Kountul       |